# Lokomotywa pracująca na popychu
Lokomotywa pracująca na popychu – czynna lokomotywa pracująca na końcu pociągu.
Stosowana jest w pociągach towarowych w przypadkach określonych rozkładem jazdy oraz w razie uszkodzenia pojazdu trakcyjnego w pociągu lub w innych szczególnych przypadkach. Lokomotywa musi być sprzęgnięta z pociągiem do miejsca zatrzymania. Jeżeli pociąg jest popychany na części szlaku nie należy sprzęgać lokomotywy popychającej ze składem. W razie użycia dwóch lokomotyw powinny one być sprzęgnięte. Wagony spalinowe nie mogą być używane do popychania pociągu. Do sygnalizowania lokomotywy stosowane są oznaczenia czoła pociągu Pc 1 oraz końca pociągu Pc 5.